# Xã Miami, Quận Clermont, Ohio
Xã Miami (tiếng Anh: Miami Township) là một xã thuộc quận Clermont, tiểu bang Ohio, Hoa Kỳ. Năm 2010, dân số của xã này là 40.848 người.